# Marina di Andrano
Marina di Andrano is een plaats (frazione) in de Italiaanse gemeente Andrano.